# ALPS Electric
ALPS ALPINE Co., Ltd. je nadnárodní korporace se sídlem v Tokiu, který se zabývá výrobou drobných elektrických a elektromechanických součástek, elektronických přístrojů, dotykových displejů a dalších zařízení. Celosvětově měla společnost ve finančním roce 2011 obrat ve výši 551 miliard jenů (asi 115 miliard Kč). Akcie společnosti jsou obchodovány na tokijské burze a jsou součástí indexu Nikkei 225. V České republice působí pobočka ALPS Electric Czech.

## Mezinárodní působnost
Společnost byla založena v roce 1948 Katsutaro Katakokou jako Kataoka Electric. Současný název získala v roce 1964. Proslavila se svou značkou autorádií Alpine, kterou původně vyráběla dceřiná společnost Alpine Electronics (založená 1967 jako Alps Motorola Company, Ltd.). Dotykové displeje a touchpady vyvíjí a vyrábí společnost Cirque Corporation, kterou ALPS získala v roce 2003. Energii šetřící elektronické komponenty vyvíjí a vyrábí společnost Alps Green Devices, kterou ALPS spoluzaložil v roce 2010 s Innovation Network Corporation of Japan.  ALPS je také výrobcem klávesnic pro počítače Apple, včetně původního počítače Macintosh a první řady počítačů iMac. Kromě domovského Japonska má společnost výrobní závody v Číně, Malajsii, Jižní Koreji, Irsku, Německu, České republice, USA, Indii a Mexiku, obchodně působí i v dalších zemích.

## ALPS Electric Czech
V roce 1993 začala spolupráce irské pobočky s Metrou Blansko, následně byla v roce 1995 založena Alps Czech Republic, s.r.o. jako firma poskytující podporu výrobě v Metra Blansko. V roce 1999 se společnost přejmenovala na současný název ALPS Electric Czech, s.r.o. a v roce 2000 se firma přestěhovala do pronajatých prostor v Boskovicích a v roce 2009 do vlastních prostor v Sebranicích. Firma se ve své historii zabývala výrobou klávesnic pro stolní i přenosné počítače, výrobou modulátorů, televizních tunerů a v poslední době výrobou komponent pro automobilní průmysl. ALPS Electric Czech zaměstnává více než 400 zaměstnanců.